# Art Farmer
Arthur Stewart Farmer, dit “Art” Farmer (1928-1999) est un trompettiste de jazz américain. Il a aussi joué du bugle et de la « flumpet », un instrument hybride entre la trompette et le bugle fabriqué pour lui par David Monette (en).

## Biographie
Art Farmer grandit à Phoenix en Arizona et apprend d'abord le violon et le piano. À 15 ans, il commence à jouer de la trompette dans un orchestre de bal. Il part ensuite avec son frère Addison à Los Angeles, découvre alors le jazz et joue avec Benny Carter, Gerald Wilson et Dexter Gordon.
En 1953, il déménage à New York et joue dans l'orchestre de Lionel Hampton mais aussi avec Clifford Brown, Lester Young, Quincy Jones et Gigi Gryce puis, plus tard, avec Coleman Hawkins, Thelonious Monk, Charles Mingus, Art Blakey, Hank Mobley, Sonny Clark, Clifford Jordan et, enfin, dans le Quartet de Gerry Mulligan. Il explore alors des voies expérimentales avec Teddy Charles, Teo Macero et George Russell. 
Dans les années 1960, il acquiert une renommée légendaire avec « The Jazztet », combo formé avec le saxophoniste Benny Golson et le tromboniste Curtis Fuller.
En 1982, il reforme The Jazztet avec ses anciens complices, gravant pour l'occasion quatre disques sous le nom du groupe.
Art Farmer fait des tournées pendant plusieurs années dans toute l'Europe et s'installe finalement en Autriche en 1994. Il y joue avec l'orchestre de la radio autrichienne (Österreichisches Rundfunkorchester). Parallèlement au jazz, il intervient aussi comme trompettiste de musique classique, par exemple comme soliste dans le 2e (des 6 concertos, le seul à la « petite » trompette solo) des Concertos brandebourgeois de Jean-Sébastien Bach, ou le concerto pour trompette de Joseph Haydn.
Parmi ses partenaires, on peut citer Gerry Mulligan,Slide Hampton, Ron Carter, Jerome Richardson, Wynton Marsalis, Geoff Keezer (en), Jim Hall et Lewis Nash.
Il a beaucoup enregistré sous son nom vers la fin de sa carrière.

### Famille
Son frère jumeau, Addison Farmer (en), mort en 1963, était un bassiste renommé.

## Discographie

### En tant que leader
| Année   | Titre                                               | Label          | Notes |
| ------- | --------------------------------------------------- | -------------- | --- |
| 1953–54 | The Art Farmer Septet                               | Prestige       | Inclus les débuts de Farmer enregistrées comme leader |
| 1954    | Early Art                                           | Prestige       | Avec deux groupes: first featuring Sonny Rollins (tenor sax) and Horace Silver (piano) ; second featuring Wynton Kelly (piano)                                                                   |
| 1954–55 | When Farmer Met Gryce                               | Prestige       | Avec Gigi Gryce (alto sax) and two bands: first with Horace Silver (piano), Percy Heath (bass), Kenny Clarke (drums) ; second with Freddie Redd (piano) Addison Farmer (bass) Art Taylor (drums) |
| 1955    | Art Farmer Quintet featuring Gigi Gryce             | Prestige       | Avec Gigi Gryce (alto sax) Duke Jordan (piano), Addison Farmer (bass), Philly Joe Jones (drums)                                                                                                  |
| 1956    | 2 Trumpets                                          | Prestige       | Avec Donald Byrd (trumpet), Jackie McLean (alto sax), Barry Harris (piano), Doug Watkins (bass), Art Taylor (drums)                                                                              |
| 1956    | Farmer's Market                                     | Prestige       | Avec Hank Mobley (tenor sax), Kenny Drew (piano), Addison Farmer (bass), Elvin Jones (drums) |
| 1957    | Three Trumpets                                      | Prestige       | Avec Donald Byrd and Idrees Sulieman (trumpet), Hod O'Brien (piano), Addison Farmer (bass), Ed Thigpen (drums)                                                                                   |
| 1957    | Last Night When We Were Young                       | ABC-Paramount  | Avec the Quincy Jones orchestra ; Jones also wrote the arrangements |
| 1958    | Portrait of Art Farmer                              | Contemporary   | Avec Hank Jones (piano), Addison Farmer (bass), Roy Haynes (drums) |
| 1958    | Modern Art                                          | United Artists | Avec Benny Golson (tenor sax), Bill Evans (piano), Addison Farmer (bass), Dave Bailey (drums) |
| 1959    | Brass Shout                                         | United Artists | Avec un big band ; arrangements by Benny Golson |
| 1959    | The Aztec Suite                                     | United Artists | Avec un big band ; composition & arrangements by Chico O'Farrill |
| 1960    | Art                                                 | Argo           | Avec Tommy Flanagan (piano), Tommy Williams (bass), Albert Heath (drums) |
| 1961    | Perception                                          | Argo           | Avec Harold Mabern (piano), Tommy Williams (bass), Roy McCurdy (drums) |
| 1962    | Listen to Art Farmer and the Orchestra              | Mercury        | Avec big band ; arrangements by Oliver Nelson |
| 1963    | Interaction                                         | Atlantic       | Avec Jim Hall (guitar), Steve Swallow (bass), Walter Perkins (drums) |
| 1963    | Live at the Half-Note                               | Atlantic       | Personnel as on Interaction ; in concert |
| 1964    | To Sweden with Love                                 | Atlantic       | Avec Jim Hall (guitar), Steve Swallow (bass), Pete LaRoca (drums) |
| 1964    | The Many Faces of Art Farmer                        | Scepter        | Avec Charles McPherson (alto sax), Tommy Flanagan (piano), Steve Swallow (bass), Bobby Thomas (drums)                                                                                            |
| 1965    | Sing Me Softly of the Blues                         | Atlantic       | Avec Steve Kuhn (piano), Steve Swallow (bass), Pete LaRoca (drums) |
| 1966    | New York Jazz Sextet: Group Therapy                 | Scepter        | Credited to the New York Jazz Sextet |
| 1966    | The Time and the Place: The Lost Concert            | Mosaic         | Avec Jimmy Heath (tenor sax), Albert Dailey (piano), Walter Booker (bass), Mickey Roker (drums) ; in concert                                                                                     |
| 1966    | Baroque Sketches                                    | Columbia       | Avec the Baroque Orchestra arranged by Benny Golson |
| 1967    | The Time and the Place                              | Columbia       | Avec Jimmy Heath (tenor sax), Cedar Walton (piano), Walter Booker (bass), Mickey Roker (drums) ; studio album with overdubbed applause                                                           |
| 1967    | The Art Farmer Quintet Plays the Great Jazz Hits    | Columbia       | Personnel as on The Time and the Place (1967) |
| 1968    | Art Worker                                          | Moon           | Avec Ernie Royal (trumpet), Jimmy Cleveland (trombone), Oscar Estelle (alto, tenor, baritone saxes), Harold Mabern (piano), Jimmy Woode (bass), Roy McCurdy (drums)                              |
| 1968    | What Happens?                                       | Campi          | Avec Phil Woods (alto sax), Martial Solal (piano), Henri Texier (bass), Daniel Humair (drums) |
| 1970    | In Europe                                           | Enja           | Avec Fritz Pauer (piano), Peter Marshall (bass), Erich Bachtragl (drums) ; in concert |
| 1970    | From Vienna with Art                                | MPS            | Avec Jimmy Heath (tenor sax), Fritz Pauer (piano), Jimmy Woode (bass), Erich Bachtragl (drums)                                                                                                   |
| 1971    | Homecoming                                          | Mainstream     | Avec Jimmy Heath (tenor sax), Cedar Walton (piano), Sam Jones (bass), Billy Higgins (drums), James Mtume (congas), Warren Smith (percussion)                                                     |
| 1972    | Gentle Eyes                                         | Mainstream     | Avec big band ; arrangements par Hans Salomon |
| 1974    | Talk to Me                                          | Pye            | Avec the ORF [Austrian Broadcasting Corporation] Big Band |
| 1974    | A Sleeping Bee                                      | Sonet          | Avec Goran Strandberg (piano), Jan Schaffer (guitar), Red Mitchell (bass), Tony Inzalaco and Island Ostlund (drums ; separately), Sabu Martinez (percussion)                                     |
| 1975    | Yesterday's Thoughts                                | East Wind      | Avec Sam Jones (bass), Cedar Walton (piano), Billy Higgins (drums) |
| 1975    | To Duke with Love                                   | East Wind      | Avec Cedar Walton (piano), Sam Jones (bass guitar), Billy Higgins (drums) |
| 1976    | The Summer Knows                                    | East Wind      | Personnel as on To Duke with Love |
| 1976    | Art Farmer Quintet at Boomers                       | East Wind      | Avec Clifford Jordan (tenor sax), Cedar Walton (piano), Sam Jones (bass) Billy Higgins (drums) ; in concert                                                                                      |
| 1976    | On the Road                                         | Contemporary   | Avec Art Pepper (alto sax), Hampton Hawes (piano), Ray Brown (bass), Steve Ellington and Shelly Manne (drums ; separately)                                                                       |
| 1977    | Crawl Space                                         | CTI            | Avec Jeremy Steig (flute), David Grusin (keyboards), Eric Gale (guitar), Will Lee (bass, gong), George Mraz (bass), Steve Gadd (drums)                                                           |
| 1977    | Something You Got                                   | CTI            | Avec the David Matthews orchestra, featuring Yusef Lateef (tenor sax) |
| 1977    | Art Farmer Live in Tokyo                            | CTI            | Avec Jackie McLean (alto sax), Cedar Walton (piano), Sam Jones (bass), Billy Higgins (drums) ; in concert                                                                                        |
| 1978    | Big Blues                                           | CTI            | Avec Jim Hall (guitar), Mike Mainieri (vibraphone), Mike Moore (bass), Steve Gadd (drums) |
| 1979    | Yama                                                | CTI            | Featuring Joe Henderson (tenor sax) |
| 1981    | A Work of Art                                       | Concord        | Avec Fred Hersch (piano), Bob Bodley (bass), Billy Hart(drums) |
| 1981    | Manhattan                                           | Soul Note      | Avec Sahib Shihab (soprano and baritone saxes), Kenny Drew (piano), Mads Vinding (bass), Ed Thigpen (drums)                                                                                      |
| 1981    | Foolish Memories                                    | Bellaphon      | Avec Harry Sokal (tenor sax), Fritz Pauer (piano), Heiri Känzig (bass), Joris Dudli (drums) |
| 1982    | Mirage                                              | Soul Note      | Avec Clifford Jordan (tenor sax), Fred Hersch (piano), Ray Drummond (bass), Akira Tana (drums)                                                                                                   |
| 1982    | Warm Valley                                         | Concord        | Avec Fred Hersch (piano), Ray Drummond (bass), Akira Tana (drums) |
| 1983    | Ambrosia                                            | Denon Records  | With strings |
| 1983    | Maiden Voyage                                       | Denon          | With strings, Masahiko Satoh (piano) |
| 1984    | You Make Me Smile                                   | Soul Note      | Avec Clifford Jordan (tenor sax), Fred Hersch (piano) Rufus Reid (bass), Akira Tana (drums) |
| 1987    | Something to Live For: The Music of Billy Strayhorn | Contemporary   | Avec Clifford Jordan (tenor sax), James Williams (piano), Rufus Reid (bass), Marvin "Smitty" Smith (drums)                                                                                       |
| 1987    | Azure                                               | Soul Note      | Avec Fritz Pauer (piano) |
| 1988    | Blame It on My Youth                                | Contemporary   | Avec Clifford Jordan (tenor and soprano sax), James Williams (piano), Rufus Reid (bass), Victor Lewis (drums)                                                                                    |
| 1989    | Ph.D.                                               | Contemporary   | Avec Clifford Jordan (tenor sax), James Williams (piano), Kenny Burrell (guitar), Rufus Reid (bass), Marvin "Smitty" Smith (drums)                                                               |
| 1989    | Central Avenue Reunion                              | Contemporary   | Avec Frank Morgan (alto sax), Lou Levy (piano), Eric Von Essen (bass), Albert Heath (drums) |
| 1991    | Soul Eyes                                           | Enja           | Avec Geoff Keezer (piano), Kenny Davis (bass), Lewis Nash (drums) ; in concert |
| 1994    | The Company I Keep                                  | Arabesque      | Avec Tom Harrell (trumpet, flugelhorn), Ron Blake (soprano and tenor saxes), Geoff Keezer (piano), Kenny Davis (bass), Carl Allen (drums)                                                        |
| 1995    | The Meaning of Art                                  | Arabesque      | Avec Slide Hampton (trombone), Ron Blake (soprano and tenor saxes), Geoff Keezer (piano), Kenny Davis (bass), Carl Allen (drums)                                                                 |
| 1996    | Silk Road                                           | Arabesque      | Avec Don Braden and Ron Blake (soprano and tenor saxes), Geoff Keezer (piano), Kenny Davis (bass), Carl Allen (drums)                                                                            |
| 1996    | Live at Stanford Jazz Workshop                      | Monarch        | Avec Harold Land (tenor sax), Bill Bell (piano), Rufus Reid (bass), Albet Heath (drums) ; in concert                                                                                             |
| 1998    | Art Farmer Plays Standards                          | PAO            | Avec Jarek Smietana (guitar), Jacek Niedziela and Antoni Debski (bass ; separately), Adam Czerwinski (drums)                                                                                     |

### Avec le Jazztet
Avec Benny Golson (saxophone ténor)
| Année   | Titre                                       | Label            | Notes |
| ------- | ------------------------------------------- | ---------------- | --- |
| 1960    | Meet the Jazztet                            | Argo             | Avec Curtis Fuller (trombone), McCoy Tyner (piano), Addison Farmer (bass), Lex Humphries (drums)                              |
| 1960    | Big City Sounds                             | Argo             | Avec Tom McIntosh (trombone), Cedar Walton (piano), Tommy Williams (bass), Albert Heath (drums)                               |
| 1960–61 | The Jazztet and John Lewis                  | Argo             | Personnel as on Big City Sounds ; John Lewis (composer, arranger)                                                             |
| 1961    | The Jazztet at Birdhouse                    | Argo             | Personnel as on Big City Sounds ; in concert                                                                                  |
| 1962    | Here and Now                                | Mercury          | Avec Grachan Moncur III (trombone), Harold Mabern (piano), Herbie Lewis (bass), Roy McCurdy (drums)                           |
| 1962    | Another Git Together                        | Mercury          | Personnel as on Here and Now                                                                                                  |
| 1982    | Voices All                                  | Eastworld        | Avec Curtis Fuller, Cedar Walton, Buster Williams (bass), Albert Heath                                                        |
| 1982    | In Performance at the Playboy Jazz Festival | Elektra/Musician | Avec Mike Wolff (piano), John B. Williams (bass), Roy McCurdy, Nancy Wilson (vocals) ; in concert ; shared with various bands |
| 1983    | Moment to Moment                            | Soul Note        | Avec Curtis Fuller, Mickey Tucker (piano), Ray Drummond (bass), Albert Heath                                                  |
| 1983    | Nostalgia                                   | Baystate         | Avec Curtis Fuller, Mickey Tucker, Rufus Reid (bass), Billy Hart (drums)                                                      |
| 1986    | Back to the City                            | Contemporary     | Avec Curtis Fuller, Mickey Tucker, Ray Drummond, Marvin 'Smitty' Smith (drums)                                                |
| 1986    | Real Time                                   | Contemporary     | Personnel as on Back to the City                                                                                              |

### Albums en tant que sideman
| Année   | Leader                                   | Titre                                  | Label             |
| ------- | ---------------------------------------- | -------------------------------------- | ----------------- |
| 1949    | (Various)                                | Black California                       | Savoy             |
| 1953    | Clifford Brown                           | The Clifford Brown Big Band In Paris   | Prestige          |
| 1953    | Clifford Brown                           | Memorial                               | Prestige          |
| 1953    | Lionel Hampton                           | European Concert 1953                  | IAJRC             |
| 1953    | Clifford Brown                           | The Complete Paris Collection, Vol. 3  | Jazz Legacy       |
| 1955    | Gene Ammons                              | All Star Sessions                      | Prestige          |
| 1956    | Gene Ammons                              | The Happy Blues                        | Prestige          |
| 1956    | Gene Ammons                              | Jammin' with Gene                      | Prestige          |
| 1956    | Quincy Jones                             | This Is How I Feel About Jazz          | ABC               |
| 1956    | Johnny Mathis                            | Johnny Mathis                          | Columbia          |
| 1956    | Teddy Charles                            | The Teddy Charles Tentet               | Atlantic          |
| 1956    | Teddy Charles                            | Word from Bird                         | Atlantic          |
| 1956    | Bennie Green                             | Bennie Green with Art Farmer           | Prestige          |
| 1956    | Hal McKusick                             | The Jazz Workshop                      | RCA Victor        |
| 1956    | Gil Mellé                                | Gil's Guests                           | Prestige          |
| 1956    | George Russell                           | The Jazz Workshop                      | RCA Victor        |
| 1957    | Manny Albam                              | The Jazz Greats of Our Time, Vol. 1    | Coral             |
| 1957    | Gene Ammons                              | Funky                                  | Prestige          |
| 1957    | Kenny Burrell                            | Earthy                                 | Prestige          |
| 1957    | Jimmy Cleveland                          | Cleveland Style                        | EmArcy            |
| 1957    | Eddie Costa                              | Eddie Costa Quintet                    | Interlude         |
| 1957    | Sonny Clark                              | Dial "S" for Sonny                     | Blue Note         |
| 1957    | Curtis Fuller                            | Curtis Fuller Volume 3                 | Blue Note         |
| 1957    | Benny Golson                             | Benny Golson's New York Scene          | Contemporary      |
| 1957    | Clifford Jordan                          | Cliff Craft                            | Blue Note         |
| 1957    | Joe Holiday (en)                         | Holiday for Jazz                       | Decca             |
| 1957    | Prestige All Stars                       | Earthy                                 | Prestige          |
| 1957    | Prestige All Stars                       | Three Trumpets                         | Prestige          |
| 1957    | Prestige All Stars                       | Coolin'                                | New Jazz          |
| 1957    | (Various)                                | Modern Jazz Concert                    | Columbia          |
| 1957    | Horace Silver                            | The Stylings of Silver                 | Blue Note         |
| 1957    | Hal McKusick                             | Hal McKusick Quintet                   | Coral             |
| 1957    | Hank Mobley                              | Hank Mobley Quintet                    | Blue Note         |
| 1958    | Jimmy Giuffre                            | The Music Man                          | Atlantic          |
| 1958    | Mal Waldron                              | Mal/3: Sounds                          | Prestige          |
| 1958    | Ben Webster                              | The Soul of Ben Webster                | Verve             |
| 1958    | Gerry Mulligan                           | The Jazz Combo from I Want to Live!    | United Artists    |
| 1958    | Prestige Blues-Swingers                  | Outskirts Of Town                      | Prestige          |
| 1958    | Annie Ross                               | Annie Ross Sings a Song with Mulligan! | World Pacific     |
| 1958    | Horace Silver                            | Further Explorations                   | Blue Note         |
| 1958    | Hal McKusick                             | Cross Section – Saxes                  | Decca             |
| 1958    | Sonny Clark                              | Cool Struttin'                         | Blue Note         |
| 1958    | John Benson Brooks (en)                  | Alabama Concerto                       | Riverside         |
| 1958    | Milt Jackson                             | Bags' Opus                             | United Artists    |
| 1958    | Michel Legrand                           | Legrand Jazz                           | Columbia          |
| 1958    | Abbey Lincoln                            | It's Magic                             | Riverside         |
| 1958    | Mundell Lowe (en)                        | Porgy & Bess                           | RCA Camden        |
| 1958–59 | Gerry Mulligan                           | What Is There to Say?                  | Columbia          |
| 1958–59 | George Russell                           | New York, N.Y.                         | Decca             |
| 1958-59 | Tony Ortega                              | Jazz For Young Moderns                 | Bethlehem         |
| 1959    | Bill Potts                               | The Jazz Soul Of Porgy & Bess          | United Artists    |
| 1960–61 | Benny Golson                             | Take a Number from 1 to 10             | Argo              |
| 1963    | Gerry Mulligan                           | Night Lights                           | Philips           |
| 1964    | Sergio Mendes                            | Bossa Nova York                        | Elenco            |
| 1966    | Chico O'Farrill                          | Nine Flags                             | Impulse!          |
| 1967    | Benny Golson                             | Tune In, Turn On                       | Verve             |
| 1969    | Kenny Clarke/Francy Boland Big Band (en) | TNP                                    | Delta Music       |
| 1969    | Heikki Sarmanto (en)                     | Many Moons – July '69                  | Louhi Productions |
| 1970    | Kenny Clarke/Francy Boland Big Band      | November Girl                          | Black Lion        |
| 1970    | Kenny Clarke/Francy Boland Big Band      | Off Limits                             | Polydor           |
| 1971    | Kenny Clarke/Francy Boland Big Band      | Change Of Scenes                       | Verve             |
| 1974    | Peter Herbolzheimer (en)                 | Scenes                                 | MPS               |
| 1975    | BP Convention Big Band                   | Blue Sunset                            | Jugoton           |
| 1976    | (Various)                                | Jazz Gala Concert                      | Atlantic          |
| 1977    | Yusef Lateef                             | Autophysiopsychic                      | CTI               |
| 1978    | Duke Jordan                              | Duke's Artistry                        | SteepleChase      |
| 1979    | Tommy Flanagan                           | Something Tasty                        | Baystate          |
| 1980    | Enrico Pieranunzi                        | Isis                                   | Soul Note         |
| 1983    | Joe Carter                               | My Foolish Heart                       | Empathy           |
| 1987    | Bob Dorough (en)                         | Songs of Love                          |                   |
| 1987    | Mark Murphy (en)                         | September Ballads                      | Milestone         |
| 1987    | Taina                                    | Scene from a Trance                    | CBS               |
| 1987–88 | Magni Wentzel (en)                       | My Wonderful One                       | Gemini            |
| 1990    | (Various)                                | Rhythmstick                            | CTI               |
| 1993    | Barbara Carroll                          | This Heart of Mine                     | DRG               |
| 1996    | Benny Golson                             | One Day, Forever                       | Arkadia           |
| 1996    | Jim Hall                                 | Panorama: Live at The Village Vanguard | Telarc            |

### Singles en tant que sideman
| Année | Leader          | Titre                                             | Label         |
| ----- | --------------- | ------------------------------------------------- | ------------- |
| 1948  | Big Joe Turner  | Radar Blues / Trouble Blues                       | Swing Time    |
| 1948  | Big Joe Turner  | Wine-O-Baby / B & O Blues                         | Swing Time    |
| 1948  | Big Joe Turner  | Christmas Date Boogie / Tell Me Pretty Baby       | Swing Time    |
| 1948  | Big Joe Turner  | Old Piney Brown is Gone / Baby Won't You Marry Me | Swing Time    |
| 1949  | Roy Porter (en) | Little Wig / Gassin' The Wig                      | Savoy         |
| 1949  | Roy Porter      | Don't Blame Me                                    | Rex Hollywood |
| 1949  | Roy Porter      | Frantic Dream / Everything's Cool                 | Rex Hollywood |
| 1952  | Wardell Gray    | April Skies / Bright Boy                          | Prestige      |
| 1952  | Wardell Gray    | Jackie / Sweet and Lovely                         | Prestige      |
| 1952  | Wardell Gray    | Farmer's Market / Lover Man                       | Prestige      |
| 1959  | Teddy Charles   | Air Mail Special / Flying Home                    | Bethlehem     |

## Filmographie
| Année   | Titre                                           | Notes                                                                           |
| ------- | ----------------------------------------------- | ------------------------------------------------------------------------------- |
| 1958    | I Want to Live!                                 | Holywood film ; Farmer appears as himself                                       |
| 1958    | Jazz on a Summer’s Day                          | Filmed at the Newport Jazz Festival ; Farmer is part of the Gerry Mulligan band |
| 1959    | Gerry Mulligan & Art Farmer – Live in Rome 1959 | With Bill Crow (bass), Dave Bailey (drums)                                      |
| 1960    | The Subterraneans                               | Hollywood film, based on the Jack Kerouac novella ; Farmer appears as himself   |
| 1964    | Ralph J. Gleason's Jazz Casual: Art Farmer      | TV recording, later released on DVD                                             |
| 1981–82 | Jazz Masters Series: Art Farmer                 | At the Smithsonian Institution                                                  |
| 1982    | Jazz in Exile                                   | About American jazz musicians living in Europe,                                 |
| 1986    | Jacksonville Jazz Festival VI                   | TV broadcast of the Jacksonville Jazz Festival                                  |
| 1990    | Ron Carter & Art Farmer: Live at Sweet Basil    | With Cedar Walton and Billy Higgins                                             |
| 1992    | The Creative Spirit                             | PBS broadcast                                                                   |
| 1994    | A Great Day in Harlem                           | About the 1958 photograph of 57 jazz musicians                                  |
| 1994    | Jazz at Lincoln Center With Wynton Marsalis     | PBS broadcast                                                                   |
| 2007    | Benny Golson: The Whisper Not Tour              | Concert recordings of the Jazztet                                               |